# Charles Sabouret
Pour les articles homonymes, voir Sabouret.
Charles Sabouret, né le 8 juin 1884 à Périgueux et mort le 18 avril 1967 à Nice, est un patineur artistique français, un des pionniers du patinage en France avant la Première Guerre mondiale.

## Biographie

### Carrière sportive
Né en 1884, Charles Sabouret est le fils de l'ingénieur des routes et ponts Victor Sabouret et d'Aména Fraisseix de Veyvialle. Il grandit à Paris avec ses frères Henri, Antoine, Étienne et Bernard. Dans sa jeunesse, il étudie l'anatomie avant de fréquenter l'École des Beaux-Arts. C'est pendant cette période qu'il fréquente le Palais de Glace pour patiner.
Charles Sabouret fait partie des pionniers de l'école française de patinage artistique, du début du XXe siècle, avec Louis Magnus, Francis Pigueron ou Lucien Trugard. Il est principalement un patineur artistique de la catégorie des couples, même s'il a participé à des compétitions en individuel mais seulement au niveau national.
Pendant sa carrière, il a la particularité de changer souvent de partenaires. Il patine successivement avec Yvonne Lacroix (1908), Anita Nahmias (1909), Mlle H. Lüling (1910), Nina Aysaguer (1910-1911), Simone Roussel (1912-1924), Marguette Bouvier (1929-1930), Lucienne Bonne (1931) et Thérèse Blum (1936-1939).
Il a été deux fois champion de France de patinage en couple en 1911 avec Nina Aysaguer (lors des premiers championnats de France des couples artistiques) et en 1921 avec son épouse Simone Roussel.
Il n'a jamais participé aux Championnats du monde ; par contre il a participé à deux olympiades :  les Jeux olympiques d'été de 1920 à Anvers et les premiers Jeux olympiques d'hiver de 1924 à Chamonix.
Tout au long des années trente, Charles Sabouret est extrêmement actif en tant que juge international, officiant pour la France à plusieurs championnats d'Europe et du monde. Il ne juge plus internationalement après la Seconde Guerre mondiale.

### Carrière artistique
Peu de sources documentent la carrière de sculpteur de Charles Sabouret. La lecture de la presse sportive du début du siècle, et la consultation des sites internet des maisons de ventes, permettent néanmoins d'objectiver cette activité qu'il semble avoir pratiqué au moins en partie en même temps que sa carrière sportive. 
Par exemple, dans le numéro du 29 octobre 1935 de "Match l'intran" (N°485) figure en dernière page une photo d'une sculpture représentant une patineuse célèbre, Sonja Henie, dont il est dit qu'elle est "recréée par un autre champion du patin, sculpteur de talent, Charles Sabouret". Il est précisé que cette sculpture sera présentée au Concours olympique de sculpture. En pratique, ce concours, qui a priori devait être celui ayant eu lieu pendant les jeux de Berlin en 1936, a été boycotté par de nombreux artistes et pays, dont la France, raison possible pour laquelle Sabouret n'apparait pas parmi les artistes exposants.
De façon assez logique, Charles Sabouret, se consacre, peut être exclusivement, à la représentation en sculpture des sports d'hiver avec des sujets comme le patineur, un skieur de fond, un sauteur à ski, un skieur en descente, ou des hockeyeurs.
Le bronzes, de belle facture, sont réalisés par la méthode de la cire perdue par la renommée Fonderie Susse.  Dans la presse ces sculptures sont parfois signalées comme trophées pour des épreuves sportives. 
L'étendue de sa période d'activité artistique n'est pas bien connue;  les sites de vente la précisent comme "circa 1920-1935", cette dernière date correspondant de fait à la sculpture de Sonja Henie. 

## Palmarès

### Avant guerre
| Compétitions en individuel | 1908 | 1909 | 1910 | 1911 | 1912 | 1913 | 1914 | 1915 | 1916 | 1917 | 1918 |  |  |  |  |  |  |  |  |  |  |  |  |  |  |  |  |  |  |  |  |  |
| Jeux olympiques |      |      |      |      | X    |      |      |      | JA   |      |      |  |  |  |  |  |  |  |  |  |  |  |  |  |  |  |  |  |  |  |  |  |
| Championnats du monde |      |      |      |      |      |      |      | CA   | CA   | CA   | CA   |  |  |  |  |  |  |  |  |  |  |  |  |  |  |  |  |  |  |  |  |  |
| Championnats de France | 3e   |      |      |      | 3e   | 3e   |      | CA   | CA   | CA   | CA   |  |  |  |  |  |  |  |  |  |  |  |  |  |  |  |  |  |  |  |  |  |
| |      |      |      |      |      |      |      |      |      |      |      |  |  |  |  |  |  |  |  |  |  |  |  |  |  |  |  |  |  |  |  |  |
| Compétitions en couple | 1908 | 1909 | 1910 | 1911 | 1912 | 1913 | 1914 | 1915 | 1916 | 1917 | 1918 |  |  |  |  |  |  |  |  |  |  |  |  |  |  |  |  |  |  |  |  |  |
| Jeux olympiques |      |      |      |      | X    |      |      |      | JA   |      |      |  |  |  |  |  |  |  |  |  |  |  |  |  |  |  |  |  |  |  |  |  |
| Championnats du monde |      |      |      |      |      |      |      | CA   | CA   | CA   | CA   |  |  |  |  |  |  |  |  |  |  |  |  |  |  |  |  |  |  |  |  |  |
| Championnats de France |      |      |      | 1er  | 2e   | 2e   |      | CA   | CA   | CA   | CA   |  |  |  |  |  |  |  |  |  |  |  |  |  |  |  |  |  |  |  |  |  |
| Légende : X = Pas de patinage artistique aux Jeux olympiques d'été de 1912 ; JA = Jeux olympiques d'été annulés ; CA = Championnats annulés |      |      |      |      |      |      |      |      |      |      |      |  |  |  |  |  |  |  |  |  |  |  |  |  |  |  |  |  |  |  |  |  |

### Entre deux guerres
| Compétitions en individuel          | 1919 | 1920 | 1921 | 1922 | 1923 | 1924 | 1925 | 1926 | 1927 | 1928 | 1929 | 1930 | 1931 | 1932 | 1933 | 1934 | 1935 | 1936 | 1937 | 1938 | 1939 |  |  |  |  |  |  |  |  |  |  |  |
| Jeux olympiques                     |      |      |      |      |      |      |      |      |      |      |      |      |      |      |      |      |      |      |      |      |      |  |  |  |  |  |  |  |  |  |  |  |
| Championnats du monde               | CA   | CA   | CA   |      |      |      |      |      |      |      |      |      |      |      |      |      |      |      |      |      |      |  |  |  |  |  |  |  |  |  |  |  |
| Championnats de France              | CA   |      | 3e   |      |      |      |      |      |      |      |      |      |      |      |      |      |      |      |      |      |      |  |  |  |  |  |  |  |  |  |  |  |
|                                     |      |      |      |      |      |      |      |      |      |      |      |      |      |      |      |      |      |      |      |      |      |  |  |  |  |  |  |  |  |  |  |  |
| Compétitions en couple              | 1919 | 1920 | 1921 | 1922 | 1923 | 1924 | 1925 | 1926 | 1927 | 1928 | 1929 | 1930 | 1931 | 1932 | 1933 | 1934 | 1935 | 1936 | 1937 | 1938 | 1939 |  |  |  |  |  |  |  |  |  |  |  |
| Jeux olympiques                     |      | 7e   |      |      |      | 9e   |      |      |      |      |      |      |      |      |      |      |      |      |      |      |      |  |  |  |  |  |  |  |  |  |  |  |
| Championnats du monde               | CA   | CA   | CA   |      |      |      |      |      |      |      |      |      |      |      |      |      |      |      |      |      |      |  |  |  |  |  |  |  |  |  |  |  |
| Championnats de France              | CA   | CA   | 1er  | 2e   |      |      |      |      |      |      | 3e   | 3e   | 3e   |      |      |      |      | 2e   |      |      | 2e   |  |  |  |  |  |  |  |  |  |  |  |
| Légende : CA = Championnats annulés |      |      |      |      |      |      |      |      |      |      |      |      |      |      |      |      |      |      |      |      |      |  |  |  |  |  |  |  |  |  |  |  |

## Ouvrage
- Charles Sabouret, Patiner, éditions Grasset, Paris, 1932 (Préface de Paul Richer, membre de l'Institut)